# Med hjärtat fyllt av ljus
Med hjärtat fyllt av ljus är en balladlåt skriven av Bobby Ljunggren, Henrik Wikström och Ingela "Pling" Forsman, och framförd av Shirley Clamp i den svenska Melodifestivalen 2009. Låten deltog vid den första deltävlingen i Scandinavium i Göteborg den 7 februari 2009, men slogs ut. Den släpptes även på singel samma år.
Singeln toppade den svenska singellistan den 6 mars 2009. Melodin testades även på Svensktoppen, där den låg i två veckor under perioden 1 -15 mars 2009, med en åttondeplats följd av en niondeplats innan den lämnade listan.
Låten låg 2009 även på Shirley Clamps samlingsalbum För den som älskar - en samling.
I en paussketch under Melodifestivalen 2009, där Shirley Clamp föreställde affärsbiträde, satt hon i kassan och sjöng låten med texten Med kassen fylld av mat.

## Listplaceringar
| Lista (2009) | Topplacering |
| ------------ | ------------ |
| Sverige      | 1            |

### Fotnoter
1. ↑  ”Med hjärtat fyllt av ljus”. Svensk mediedatabas. 27 februari 2009. http://smdb.kb.se/catalog/id/002467378. Läst 10 augusti 2010.
2. ↑  Svensktoppen - 1 mars 2009
3. 1 2  Svensktoppen - 8 mars 2009
4. ↑  Listplacering